# Kaśjapa Matanga
Kaśjapa Matanga (I wiek) (skt Kāśyapa Mātaṇga; chiń. 摄摩腾, She Moteng) (bd) – indyjski mnich-misjonarz buddyjski.
Był prawdopodobnie pierwszym buddyjskim misjonarzem, który dotarł do Chin. Jego towarzyszem był Dharmaratna. Obaj przybyli do Luoyangu w erze Yingping (58–76 rok n.e.), przynosząc ze sobą sutry i posągi Buddy.
Obaj także założyli prawdopodobnie pierwszy klasztor buddyjski w Chinach – Baima (Białego Konia). W klasztorze tym dokonywali przekładów sutr i utworzyli z nich nową sutrę, tzw. Sizhi’erzhang jing – Sutrę w 42 częściach.